# I Won’t Be the One to Let Go
«I Won’t Be the One to Let Go» (с англ. — «Я не стану тем, кто отпустит») — песня, записанная американскими исполнителями Барброй Стрейзанд и Барри Манилоу в 2002 году. Песня стала одной из двух новых песен на альбоме лучших дуэтов Стрейзанд Duets, который вышел позже в том же году. Песня была написана Ричардом Марксом и Барри Манилоу, Маркс также стал продюсером вместе с Уолтером Афанасьевым.
Как сингл песня была выпущена 4 ноября 2002 года в США для цифровой загрузки специально для посетителей сайта Spinner, специализирующегося на музыке. Ограниченным тиражом песня вышла на CD-носителях 6 января 2003 года, тогда же Columbia Records направили песню для ротации на радиостанции страны. В 2014 году песня была включена на альбом Стрейзанд Partners в качестве бонус-трека.
Песня получила смешанные отзывы критиков. В рецензии для Billboard автор назвал две новые песни с альбома («I Won’t Be the One to Let Go» и «All I Know of Love») прекрасным примером «ласкового» сотрудничества. Мораг Ривли из BBC Music, также хвалил сингл в своей рецензии, назвав его «лёгким и расслабляющим». Однако Уильям Рульман из AllMusic был более критичен к этой песне, описывая её как просто «посредственную». Том Сантопиетро, автор книги «The Importance of Being Barbra. The Brilliant, Tumultuous Career of Barbra Streisand», описал песню как незапоминающуюся.